# HD 55070
HD 55070，又名CD-27 3710，SAO 173122、HR 2708，是一颗恒星，视星等为5.46，位于銀經239.61，銀緯-8.37，其B1900.0坐标为赤經7h 6m 18.3s，赤緯-27° -8.37′ 41″。